# Championnats du monde de course d'orientation 2010
Navigation
Édition précédente Édition suivante
Les championnats du monde de course d'orientation 2010, vingt-septième édition des championnats du monde de course d'orientation, ont lieu du 8 au 15 août 2010 à Trondheim, en Norvège.

## Podiums
Femmes
| Épreuves                | Or                                                     | Argent                                                        | Bronze                                             |
| ----------------------- | ------------------------------------------------------ | ------------------------------------------------------------- | -------------------------------------------------- |
| Femmes Sprint           | Suisse Simone Niggli-Luder                             | Danemark Helena Jansson                                       | Norvège Marianne Andersen                          |
| Femmes moyenne distance | Finlande Minna Kauppi                                  | Suisse Simone Niggli-Luder                                    | Norvège Marianne Andersen                          |
| Femmes Longue distance  | Suisse Simone Niggli-Luder                             | Norvège Marianne Andersen                                     | Suède Emma Claesson                                |
| Femmes Relais           | Finlande Anni-Maija Fincke Merja Rantanen Minna Kauppi | Norvège Elise Egseth Anne Margrethe Hausken Marianne Andersen | Suède Annika Billstam Emma Claesson Helena Jansson |

Hommes
| Épreuves                | Or                                                     | Argent                                                | Bronze                                              |
| ----------------------- | ------------------------------------------------------ | ----------------------------------------------------- | --------------------------------------------------- |
| Hommes Sprint           | Suisse Matthias Müller                                 | Suisse Fabian Hertner                                 | France Frédéric Tranchand                           |
| Hommes moyenne distance | Norvège Carl Waaler Kaas                               | Suède Peter Öberg                                     | France Thierry Gueorgiou                            |
| Hommes Longue distance  | Norvège Olav Lundanes                                  | Norvège Anders Nordberg                               | France Thierry Gueorgiou                            |
| Hommes Relais           | Russie Andrey Khramov Dmitry Tsvetkov Valentin Novikov | Norvège Carl Waaler Kaas Audun Weltzien Olav Lundanes | Suisse Daniel Hubmann Matthias Müller Matthias Merz |

## Tableau des médailles
- Pays organisateur

| Rang  | Nation   | Or | Argent | Bronze | Total |
| ----- | -------- | -- | ------ | ------ | ----- |
| 1     | Suisse   | 3  | 2      | 1      | 6     |
| 2     | Norvège  | 2  | 4      | 2      | 8     |
| 3     | Finlande | 2  | 0      | 0      | 2     |
| 4     | Russie   | 1  | 0      | 0      | 1     |
| 5     | Suède    | 0  | 2      | 2      | 4     |
| 6     | France   | 0  | 0      | 3      | 3     |
| Total | Total    | 8  | 8      | 8      | 24    |